# Dél-Korea az 1964. évi nyári olimpiai játékokon
Dél-Korea a japán Tokióban megrendezett 1964. évi nyári olimpiai játékok egyik részt vevő nemzete volt. Az országot az olimpián 17 sportágban 154 sportoló képviselte, akik összesen 3 érmet szereztek.

## Érmesek
| Érem  | Versenyző                          | Sportág   | Versenyszám        |
| ----- | ---------------------------------- | --------- | ------------------ |
| Ezüst | Csang Cshangszon (Jang Chang-seon) | Birkózás  | Szabadfogás, 52 kg |
| Ezüst | Csong Sindzso (Jeong Sin-jo)       | Ökölvívás | Harmatsúly         |
| Bronz | Kim Ithe (Kim Eui-Tae)             | Cselgáncs | Középsúly          |

## Atlétika
Férfi
| Versenyző                       | Versenyszám | Előfutam | Előfutam | Előfutam | Negyeddöntő | Negyeddöntő | Negyeddöntő | Elődöntő | Elődöntő | Elődöntő | Döntő   | Döntő    |
| Versenyző                       | Versenyszám | Idő      | Hely.    | Össz.    | Idő         | Hely.       | Össz.       | Idő      | Hely.    | Össz.    | Idő     | Helyezés |
| ------------------------------- | ----------- | -------- | -------- | -------- | ----------- | ----------- | ----------- | -------- | -------- | -------- | ------- | -------- |
| Csong Giszon (Jeong Gi-seon)    | 100 m       | 10,08    | 6.       | 62.      | kiesett     | kiesett     | kiesett     | kiesett  | kiesett  | kiesett  | kiesett | kiesett  |
| Csong Giszon (Jeong Gi-seon)    | 200 m       | 22,3     | 7.       | 48.*     | kiesett     | kiesett     | kiesett     | kiesett  | kiesett  | kiesett  | kiesett | kiesett  |
| Csong Gjomo (Jeong Gyo-mo)      | 800 m       | 1:51,8   | 6.       | 32.      |             |             |             | kiesett  | kiesett  | kiesett  | kiesett | kiesett  |
| Csong Gjomo (Jeong Gyo-mo)      | 1500 m      | 3:53,0   | 9.       | 31.      |             |             |             | kiesett  | kiesett  | kiesett  | kiesett | kiesett  |
| Csu Hjonggjol (Ju Hyeong-gyeol) | Maraton     |          |          |          |             |             |             |          |          |          | 2:41:08 | 50.      |
| Kim Jonbom (Kim Yeon-beom)      | Maraton     |          |          |          |             |             |             |          |          |          | 2:24:40 | 16.      |
| I Szanghun (Lee Sang-hun)       | Maraton     |          |          |          |             |             |             |          |          |          | 2:22:02 | 11.      |

| Versenyző                        | Versenyszám   | Selejtező | Selejtező | Döntő    | Döntő    |
| Versenyző                        | Versenyszám   | Eredmény  | Helyezés  | Eredmény | Helyezés |
| -------------------------------- | ------------- | --------- | --------- | -------- | -------- |
| Hvang Dzsongde (Hwang Jeong-dae) | Hármasugrás   | 13,98 m   | 30.       | kiesett  | kiesett  |
| Im Hogun (Im Ho-geun)            | Súlylökés     | 13,64 m   | 22.       | kiesett  | kiesett  |
| Kim Bjonggi (Kim Byeong-gi)      | Diszkoszvetés | 42,73 m   | 28.       | kiesett  | kiesett  |
| Im Dongsil (Im Dong-sil)         | Kalapácsvetés | 56,43 m   | 24.       | kiesett  | kiesett  |
| Pak Szugvon (Park Su-gwon)       | Gerelyhajítás | 62,50 m   | 23.       | kiesett  | kiesett  |

Női
| Versenyző                                                                                                  | Versenyszám     | Előfutam | Előfutam | Előfutam | Negyeddöntő | Negyeddöntő | Negyeddöntő | Elődöntő | Elődöntő | Elődöntő | Döntő   | Döntő    |
| Versenyző                                                                                                  | Versenyszám     | Idő      | Hely.    | Össz.    | Idő         | Hely.       | Össz.       | Idő      | Hely.    | Össz.    | Idő     | Helyezés |
| --- | --------------- | -------- | -------- | -------- | ----------- | ----------- | ----------- | -------- | -------- | -------- | ------- | -------- |
| Szong Jangdzsa (Song Yang-ja)                                                                              | 100 m           | 12,7     | 8.       | 41.      | kiesett     | kiesett     | kiesett     | kiesett  | kiesett  | kiesett  | kiesett | kiesett  |
| Szong Jangdzsa (Song Yang-ja)                                                                              | 200 m           | 26,5     | 5.       | 32.      |             |             |             | kiesett  | kiesett  | kiesett  | kiesett | kiesett  |
| Han Mjonghi (Han Myeong-hui)                                                                               | 400 m           | 58,7     | 7.       | 21.      |             |             |             | kiesett  | kiesett  | kiesett  | kiesett | kiesett  |
| Han Mjonghi (Han Myeong-hui)                                                                               | 800 m           | 2:22,7   | 8.       | 23.      |             |             |             | kiesett  | kiesett  | kiesett  | kiesett | kiesett  |
| Pak Hiszuk (Park Hui-suk) Han Mjonghi (Han Myeong-hui) I Hakcsa (Lee Hak-Ja) Szong Jangdzsa (Song Yang-ja) | 4 × 100 m váltó | 50,1     | 7.       | 14.      |             |             |             |          |          |          | kiesett | kiesett  |

| Versenyző                     | Versenyszám   | Selejtező | Selejtező | Döntő    | Döntő    |
| Versenyző                     | Versenyszám   | Eredmény  | Helyezés  | Eredmény | Helyezés |
| ----------------------------- | ------------- | --------- | --------- | -------- | -------- |
| Han Dzsukhi (Han Juk-hui)     | Távolugrás    | 545 cm    | 28.       | kiesett  | kiesett  |
| Pak Jongszuk (Park Yeong-suk) | Diszkoszvetés | 37,50 m   | 20.       | kiesett  | kiesett  |
| I Hjedzsa (Lee Hye-ja)        | Gerelyhajítás | 34,95 m   | 16.       | kiesett  | kiesett  |

| Versenyző             | Versenyszám | 80 m gát | 80 m gát | Súlylökés | Súlylökés | Magasugrás | Magasugrás | Távolugrás | Távolugrás | 200 m | 200 m | Végeredmény | Végeredmény |
| Versenyző             | Versenyszám | Idő      | Pont     | Eredmény  | Pont      | Eredmény   | Pont       | Eredmény   | Pont       | Idő   | Pont  | Pont        | Helyezés    |
| --------------------- | ----------- | -------- | -------- | --------- | --------- | ---------- | ---------- | ---------- | ---------- | ----- | ----- | ----------- | ----------- |
| I Hakcsa (Lee Hak-Ja) | Ötpróba     | 12,6     | 809      | 10,19 m   | 727       | 135 cm     | 660        | 491 cm     | 729        | 27,5  | 724   | 3649        | 19.         |

* - egy másik versenyzővel azonos időt ért el

## Birkózás
Kötöttfogású
| Versenyző                   | Versenyszám | 1. forduló                              | 2. forduló                       | 3. forduló              | 4. forduló        | 5. forduló        | Döntő             | Helyezés    |
| Versenyző                   | Versenyszám | Ellenfél Eredmény                       | Ellenfél Eredmény                | Ellenfél Eredmény       | Ellenfél Eredmény | Ellenfél Eredmény | Ellenfél Eredmény | Helyezés    |
| --------------------------- | ----------- | --------------------------------------- | -------------------------------- | ----------------------- | ----------------- | ----------------- | ----------------- | ----------- |
| Sin Szangsik (Sin Sang-sik) | 52 kg       | Burhan Bozkurt (TUR) · 2-2              | Maurice Mewis (BEL) · 3-1        | John Wilson (USA) · 1-3 | kiesett           |                   | kiesett           | helyezetlen |
| Csang Ihjon (Jang I-Hyeon)  | 57 kg       | Jiří Švec (TCH) · kétvállas             | Ünver Beşergil (TUR) · kétvállas | kiesett                 | kiesett           | kiesett           | kiesett           | helyezetlen |
| Kim Bongdzso (Kim Bong-jo)  | 63 kg       | Pétrosz Galaktópulosz (GRE) · 3-1       | Polyák Imre (HUN) · kétvállas    | kiesett                 | kiesett           | kiesett           | kiesett           | helyezetlen |
| Kim Ikcsong (Kim Ik-jong)   | 70 kg       | Dimítriosz Szávasz (GRE) · 3-1          | Valeriu Bularcă (ROU) · 3-1      | kiesett                 | kiesett           | kiesett           | kiesett           | helyezetlen |
| Sin Dongi (Sin Dong-ui)     | 78 kg       | Anatolij Koleszov (URS) · 3-1           | Asghar Zoghian (IRI) · 3-1       | kiesett                 | kiesett           | kiesett           | kiesett           | helyezetlen |
| I Gijol (Lee Gi-yeol)       | 87 kg       | Krali Bimbalov (BUL) · kétvállas        | Hollósi Géza (HUN) · kétvállas   | kiesett                 | kiesett           | kiesett           | kiesett           | helyezetlen |
| Kang Duman (Gang Du-man)    | 97 kg       | Eugen Wiesberger, Jr. (AUT) · kétvállas | Bojan Radev (BUL) · kétvállas    | kiesett                 | kiesett           | kiesett           | kiesett           | helyezetlen |

Szabadfogású
| Versenyző                          | Versenyszám | 1. forduló                           | 2. forduló                           | 3. forduló                          | 4. forduló                    | 5. forduló                  | Döntő                                     | Helyezés    |
| Versenyző                          | Versenyszám | Ellenfél Eredmény                    | Ellenfél Eredmény                    | Ellenfél Eredmény                   | Ellenfél Eredmény             | Ellenfél Eredmény           | Ellenfél Eredmény                         | Helyezés    |
| ---------------------------------- | ----------- | ------------------------------------ | ------------------------------------ | ----------------------------------- | ----------------------------- | --------------------------- | ----------------------------------------- | ----------- |
| Csang Cshangszon (Jang Chang-seon) | 52 kg       | Max McAlary (AUS) · kétvállas        | Eduardo Campbell (PAN) · 1-3         | erőnyerő                            | Muhammad Niaz-Din (PAK) · 1-3 | André Zoete (FRA) · 1-3     | 1. mérkőzés · Josida Josikacu (JPN) · 3-1 |             |
| Cshö Jonggil (Choi Yeong-gil)      | 57 kg       | Kevin McGrath (AUS) · kétvállas      | Tortillano Tumasis (PHI) · kétvállas | Varga János (HUN) · 1-3             | Uetake Jódzsiró (JPN) · 3-1   | Ajdin Ibragimov (URS) · 3-1 | kiesett                                   | 5.          |
| Jun Dek (Yun Daek)                 | 63 kg       | Geoffrey Brown (AUS) · 1-3           | Reiner Schilling (EUA) · 3-1         | Ebrahim Szeifpour (IRI) · kétvállas | kiesett                       | kiesett                     | kiesett                                   | helyezetlen |
| Csong Donggu (Jeong Dong-gu)       | 70 kg       | Anthony Greig (NZL) · 1-3            | Djan-Aka Djan (AFG) · 1-3            | Abdollah Movahed (IRI) · 3-1        | Klaus Rost (EUA) · 1-3        | kiesett                     | kiesett                                   | 6.          |
| Cshö Bjongszop (Choi Byeong-seop)  | 78 kg       | Petko Dermendzsiev (BUL) · kétvállas | Muhammad Afzal (PAK) · 3-1           | kiesett                             | kiesett                       | kiesett                     | kiesett                                   | helyezetlen |
| Kang Duman (Gang Du-man)           | 87 kg       | Hasan Güngör (TUR) · kétvállas       | Muhammad Faiz (PAK) · 2-2            | kiesett                             | kiesett                       | kiesett                     | kiesett                                   | helyezetlen |

## Cselgáncs
| Versenyző                        | Versenyszám | Csoportkör                                                                              | Csoportkör | Negyeddöntő                | Elődöntő              | Döntő             | Helyezés |
| Versenyző                        | Versenyszám | Ellenfél Eredmény                                                                       | Hely.      | Ellenfél Eredmény          | Ellenfél Eredmény     | Ellenfél Eredmény | Helyezés |
| -------------------------------- | ----------- | --------------------------------------------------------------------------------------- | ---------- | -------------------------- | --------------------- | ----------------- | -------- |
| Pak Cshongszam (Park Cheong-sam) | Könnyűsúly  | 7. csoport · André Bourreau (FRA) · GY · Ronald Ford (AUS) · GY                         | 1.         | Ārons Boguļubovs (URS) · V | kiesett               | kiesett           | 5.       |
| Szo Szangcshol (Seo Sang-cheol)  | Könnyűsúly  | 3. csoport · Brian Dalton (AUS) · V · Oleg Sztyepanov (URS) · V                         | 3.         | kiesett                    | kiesett               | kiesett           | 19.      |
| Kim Ithe (Kim Eui-tae)           | Középsúly   | 6. csoport · Huang Csin-csun (Huáng Jīn-chūn) (ROC) · GY · Lê Bả Thành (VIE) · GY       | 1.         | Lhofei Shiozawa (BRA) · GY | Okano Iszao (JPN) · V | kiesett           |          |
| Kim Dzsongdal (Kim Jong-dal)     | Nehézsúly   | 5. csoport · Huang Zsung-csun (Huáng Róng-chūn) (ROC) · GY · Nicola Tempesta (ITA) · GY | 1.         | Inokuma Iszao (JPN) · V    | kiesett               | kiesett           | 5.       |

## Evezés
| Versenyző | Versenyszám | Előfutam | Előfutam | Vigaszág | Vigaszág | Döntő | Döntő   | Döntő | Helyezés |
| Versenyző | Versenyszám | Idő      | Hely.    | Idő      | Hely.    | Típus | Idő     | Hely. | Helyezés |
| --- | ----------- | -------- | -------- | -------- | -------- | ----- | ------- | ----- | -------- |
| I Szangu (Lee Sang-u) Kim Hondzsong (Kim Heon-jong) Kim Gjuszan (Kim Gyu-san) Cshö Sinil (Choi Sin-il) An Dzsongduk (An Jong-deuk) Cshon Szongthe (Cheon Seong-tae) Ju Hjokkun (Yoo Hyeok-geun) Csi Dokhan (Ji Deok-han) Pak Sinjong (Park Sin-yeong) (kormányos) | Nyolcas     | 6:46,13  | 4.       | 6:36,24  | 3.       | B     | 6:31,80 | 6.    | 12.      |

## Kerékpározás

### Országúti kerékpározás
| Versenyző | Versenyszám     | Idő                    | Helyezés      |
| --- | --------------- | ---------------------- | ------------- |
| An Bjonghun (An Byeong-Hun)                                                                                         | Mezőnyverseny   | nem ért célba          | nem ért célba |
| Hvang Cshangsik (Hwang Chang-Sik)                                                                                   | Mezőnyverseny   | nem ért célba          | nem ért célba |
| Ü Gjongjong (Wi Gyeong-yong)                                                                                        | Mezőnyverseny   | nem ért célba          | nem ért célba |
| I Szonbe (Lee Seon-Bae)                                                                                             | Mezőnyverseny   | 5:36:16,00 (+47:24,37) | 104.          |
| An Bjonghun (An Byeong-Hun) I Szonbe (Lee Seon-Bae) Cso Szonghvan (Jo Seong-hwan) Hvang Cshangsik (Hwang Chang-Sik) | Csapat időfutam | 2:52:18,39 (+25:47,20) | 24.           |

## Kosárlabda
| Dél-koreai férfi kosárlabdacsapat-játékoskeret | Dél-koreai férfi kosárlabdacsapat-játékoskeret |
| --- | --- |
| - Pang Jol (Bang Yeol) - Ha Igon (Ha Ui-geon) - Csong Dzsinbong (Jeong Jin-bong) - Kim Ingon (Kim In-geon) - Kim Jongil (Kim Yeong-il) - Kim Dzsongszon (Kim Jong-seon) | - Kim Muhjon (Kim Mu-hyeon) - Kim Szunggju (Kim Seung-gyu) - Kim Jonggi (Kim Yeong-gi) - I Bjonggu (Lee Byeong-gu) - Mu Hjondzsang (Mun Hyeon-jang) - Sin Dongpha (Sin Dong-pa) |

### Eredmények
Csoportkör
B csoport
| Csapat                 | M | Gy | V | P+  | P–  | Pk   |
| ---------------------- | - | -- | - | --- | --- | ---- |
| Egyesült Államok (USA) | 7 | 7  | 0 | 569 | 333 | +236 |
| Brazília (BRA)         | 7 | 5  | 2 | 473 | 452 | +21  |
| Jugoszlávia (YUG)      | 7 | 5  | 2 | 529 | 453 | +76  |
| Uruguay (URU)          | 7 | 4  | 3 | 472 | 482 | –10  |
| Finnország (FIN)       | 7 | 3  | 4 | 409 | 475 | –66  |
| Ausztrália (AUS)       | 7 | 2  | 5 | 434 | 460 | –26  |
| Peru (PER)             | 7 | 2  | 5 | 431 | 453 | –22  |
| Dél-Korea (KOR)        | 7 | 0  | 7 | 432 | 641 | –209 |

| 1964. október 11. 9:00 | Finnország (FIN) | 80 – 72 | Dél-Korea (KOR) |  |
| 1964. október 11. 9:00 | (37–31)          |         |                 |  |

| 1964. október 12. 9:00 | Uruguay (URU) | 105 – 64 | Dél-Korea (KOR) |  |
| 1964. október 12. 9:00 | (66–29)       |          |                 |  |

| 1964. október 13. 20:30 | Brazília (BRA) | 92 – 65 | Dél-Korea (KOR) |  |
| 1964. október 13. 20:30 | (51–24)        |         |                 |  |

| 1964. október 14. 19:00 | Ausztrália (AUS) | 65 – 58 | Dél-Korea (KOR) |  |
| 1964. október 14. 19:00 | (31–19)          |         |                 |  |

| 1964. október 16. 10:30 | Peru (PER) | 84 – 57 | Dél-Korea (KOR) |  |
| 1964. október 16. 10:30 | (41–20)    |         |                 |  |

| 1964. október 17. 16:00 | Jugoszlávia (YUG) | 99 – 66 | Dél-Korea (KOR) |  |
| 1964. október 17. 16:00 | (47–30)           |         |                 |  |

| 1964. október 18. 10:30 | Egyesült Államok (USA) | 116 – 50 | Dél-Korea (KOR) |  |
| 1964. október 18. 10:30 | (70–23)                |          |                 |  |

A 13–16. helyért
| 1964. október 20. 14:00 | Magyarország (HUN) | 99 – 83 | Dél-Korea (KOR) |  |
| 1964. október 20. 14:00 | (38–43)            |         |                 |  |

A 15. helyért
| 1964. október 22. 14:00 | Peru (PER) | 71 – 66 | Dél-Korea (KOR) |  |
| 1964. október 22. 14:00 | (37–31)    |         |                 |  |

| Csapat          | Helyezés |
| --------------- | -------- |
| Dél-Korea (KOR) | 16.      |

## Labdarúgás
| Dél-koreai labdarúgócsapat-játékoskeret | Dél-koreai labdarúgócsapat-játékoskeret |
| --- | --- |
| - Csha Gjongbok (Cha Gyeong-bok) - Csha Theszong (Cha Tae-seong) - Ham Hungcshol (Ham Heung-cheol) - Ho Jundzsong (Heo Yun-jeong) - Cso Szongdal (Jo Seong-dal) - Cso Junok (Jo Yun-ok) - Kim Dokcsung (Kim Deok-jung) - Kim Hongbok (Kim Hong-bok) | - Kim Dzsongnam (Kim Jeong-nam) - Kim Dzsongszok (Kim Jeong-seok) - Kim Szamnak (Kim Sam-rak) - Kim Jongbe (Kim Yeong-bae) - I Ubong (Lee U-bong) - I Iu (Lee Yi-u) - Pak Szungok (Park Seung-ok) - U Szanggvon (U Sang-gwon) |

### Eredmények
Csoportkör
C csoport
| Csapat                    | M | Gy | D | V | G+ | G– | Gk  | P |
| ------------------------- | - | -- | - | - | -- | -- | --- | - |
| Csehszlovákia             | 3 | 3  | 0 | 0 | 12 | 2  | +10 | 6 |
| Egyesült Arab Köztársaság | 3 | 1  | 1 | 1 | 12 | 6  | +6  | 3 |
| Brazília                  | 3 | 1  | 1 | 1 | 5  | 2  | +3  | 3 |
| Dél-Korea                 | 3 | 0  | 0 | 3 | 1  | 20 | –19 | 0 |

| 1964. október 12. 13:55 |

| Csehszlovákia (TCH)                                | 6–1               | Dél-Korea             |
| -------------------------------------------------- | ----------------- | --------------------- |
| Lichtnégl 25' Vojta 26' Mráz 32' 68' Masný 43' 71' | (4–0) Jegyzőkönyv | I Iu (Lee Yi-Woo) 59' |

| Ómija stadion, Ómija Játékvezető: Rafael Valenzuela (mexikói) Asszisztensek: Salih Mohamed Boukkili (marokkói), Aleksandar Skoric (jugoszláv) |

| 1964. október 14. 14:00 |

| Brazília (BRA)                            | 4–0               | Dél-Korea |
| ----------------------------------------- | ----------------- | --------- |
| Zé Roberto 30' Elizeu 44' 54' Miranda 73' | (2–0) Jegyzőkönyv |           |

| Micuzava stadion, Jokohama Játékvezető: Salih Mohamed Boukkill (marokkói) Asszisztensek: Rafael Valenzuela (mexikói), Gregg De Silva (maláj) |

| 1964. október 16. 13:59 |

| Egyesült Arab Köztársaság (RAU)                                                 | 10–0              | Dél-Korea |
| ------------------------------------------------------------------------------- | ----------------- | --------- |
| Reyadh 14' 17' 40' 48' 72' 77' Seddik 50' El-Fanaguili 61' Etman 66' Hassan 78' | (3–0) Jegyzőkönyv |           |

| Csicsibu Herceg Stadion, Tokió Játékvezető: Rudolf Glöckner (kelet-német) Asszisztensek: Rafael Valenzuela (mexikói), Salih Mohamed Boukkili (marokkói) |

| Csapat          | Helyezés |
| --------------- | -------- |
| Dél-Korea (KOR) | 14.      |

## Lovaglás
Díjugratás
| Versenyző                                                               | Ló                | Versenyszám | 1. forduló    | 1. forduló    | 2. forduló | 2. forduló | Összesen    | Összesen    |
| Versenyző                                                               | Ló                | Versenyszám | Pont          | Hely.         | Pont       | Hely.      | Pont        | Helyezés    |
| ----------------------------------------------------------------------- | ----------------- | ----------- | ------------- | ------------- | ---------- | ---------- | ----------- | ----------- |
| An Dokki (An Deok-gi)                                                   | Ivan              | Egyéni      | nem ért célba | nem ért célba | kiesett    | kiesett    | helyezetlen | helyezetlen |
| Kim Csholgju (Kim Cheol-gyu)                                            | Gothic            | Egyéni      | nem ért célba | nem ért célba | kiesett    | kiesett    | helyezetlen | helyezetlen |
| I Ilgju (Lee Il-Gyu)                                                    | Rebel             | Egyéni      | 28,00         | 30.           | 28,00      | 36.        | 56,00       | 31.*        |
| An Dokki (An Deok-gi) Kim Csholgju (Kim Cheol-gyu) I Ilgju (Lee Il-Gyu) | Ivan Gothic Rebel | Csapat      | 200,50        | 14.           | 170,50     | 13.        | 371,00      | 14.         |

Lovastusa
| Versenyző                                                                            | Ló                            | Versenyszám | Díjlovaglás | Díjlovaglás | Tereplovaglás | Tereplovaglás | Díjugratás | Díjugratás | Végeredmény | Végeredmény |
| Versenyző                                                                            | Ló                            | Versenyszám | Bünt.       | Hely.       | Bünt.         | Hely.         | Bünt.      | Hely.      | Bünt.       | Helyezés    |
| ------------------------------------------------------------------------------------ | ----------------------------- | ----------- | ----------- | ----------- | ------------- | ------------- | ---------- | ---------- | ----------- | ----------- |
| Cso Hjongvon (Jo Hyeong-won)                                                         | General                       | Egyéni      | -81,00      | 43.         | nem ért célba | nem ért célba | kiesett    | kiesett    | kiesett     | kiesett     |
| Kim Munsik (Kim Mun-sik)                                                             | Silver Moon Light             | Egyéni      | -91,17      | 47.         | nem ért célba | nem ért célba | kiesett    | kiesett    | kiesett     | kiesett     |
| Kim Jongno (Kim Yeong-ro)                                                            | Mudgeogongah                  | Egyéni      | -86,67      | 46.         | nem ért célba | nem ért célba | kiesett    | kiesett    | kiesett     | kiesett     |
| Szo Mjongvon (Seo Myeong-won)                                                        | Marshall                      | Egyéni      | -84,33      | 45.         | nem ért célba | nem ért célba | kiesett    | kiesett    | kiesett     | kiesett     |
| Cso Hjongvon (Jo Hyeong-won) Kim Jongno (Kim Yeong-ro) Szo Mjongvon (Seo Myeong-won) | General Mudgeogongah Marshall | Csapat      | -252,00     | 12.         | nem ért célba | nem ért célba | kiesett    | kiesett    | kiesett     | kiesett     |

* - egy másik versenyzővel azonos eredményt ért el

## Műugrás
Férfi
| Versenyző                    | Versenyszám        | Selejtező | Selejtező | Döntő   | Döntő    |
| Versenyző                    | Versenyszám        | Pont      | Helyezés  | Pont    | Helyezés |
| ---------------------------- | ------------------ | --------- | --------- | ------- | -------- |
| Szong Dzseung (Song Jae-ung) | Egyéni műugrás     | 75,10     | 23.       | kiesett | kiesett  |
| Szong Dzseung (Song Jae-ung) | Egyéni toronyugrás | 81,72     | 26.       | kiesett | kiesett  |
| Cso Cshangdzse (Jo Chang-je) | Egyéni toronyugrás | 84,02     | 22.       | kiesett | kiesett  |

Női
| Versenyző                     | Versenyszám        | Selejtező | Selejtező | Döntő   | Döntő    |
| Versenyző                     | Versenyszám        | Pont      | Helyezés  | Pont    | Helyezés |
| ----------------------------- | ------------------ | --------- | --------- | ------- | -------- |
| Csong Szundzsa (Jeong Sun-ja) | Egyéni toronyugrás | 33,57     | 24.       | kiesett | kiesett  |

## Ökölvívás
| Versenyző                    | Versenyszám   | Selejtező         | 32-es főtábla                  | Nyolcaddöntő                    | Negyeddöntő                            | Elődöntő                | Döntő                      | Helyezés |
| Versenyző                    | Versenyszám   | Ellenfél Eredmény | Ellenfél Eredmény              | Ellenfél Eredmény               | Ellenfél Eredmény                      | Ellenfél Eredmény       | Ellenfél Eredmény          | Helyezés |
| ---------------------------- | ------------- | ----------------- | ------------------------------ | ------------------------------- | -------------------------------------- | ----------------------- | -------------------------- | -------- |
| Cso Donggi (Jo Dong-gi)      | Légsúly       |                   | Nasser Aghaie (IRI) · kizárták | Dominador Calumarde (PHI) · 5-0 | Sztanyiszlav Szorokin (URS) · kizárták | kiesett                 | kiesett                    | 5.       |
| Csong Sindzso (Jeong Sin-jo) | Harmatsúly    |                   | Hosni Farag (RAU) · 5-0        | Abel Almaraz (ARG) · 3-2        | Fermin Espinosa (CUB) · visszalépett   | Juan Fabila (MEX) · 4-1 | Szakurai Takao (JPN) · RSC |          |
| Szok Csonggu (Seok Jong-gu)  | Pehelysúly    |                   | Mario Molina (CHI) · kizárták  | José Antonio Duran (MEX) · 1-4  | kiesett                                | kiesett                 | kiesett                    | 9.       |
| Szo Bunnam (Seo Bun-nam)     | Könnyűsúly    | erőnyerő          | Jim McCourt (IRL) · 1-4        | kiesett                         | kiesett                                | kiesett                 | kiesett                    | 17.      |
| Pak Kuil (Park Gu-il)        | Kisváltósúly  | erőnyerő          | Ermanno Fasoli (ITA) · 0-5     | kiesett                         | kiesett                                | kiesett                 | kiesett                    | 17.      |
| I Hongman (Lee Hong-man)     | Váltósúly     |                   | Michael Varley (GBR) · 2-3     | kiesett                         | kiesett                                | kiesett                 | kiesett                    | 17.      |
| I Gumthek (Lee Geum-taek)    | Nagyváltósúly |                   | Vasile Mirza (ROU) · 0-5       | kiesett                         | kiesett                                | kiesett                 | kiesett                    | 17.      |
| Kim Dokphal (Kim Deok-pal)   | Középsúly     |                   | erőnyerő                       | Ion Monea (ROU) · 0-5           | kiesett                                | kiesett                 | kiesett                    | 9.       |

## Öttusa
| Versenyző                     | Versenyszám | Lovaglás | Lovaglás | Lovaglás | Vívás    | Vívás | Vívás | Lövészet | Lövészet | Lövészet | Úszás  | Úszás | Úszás | Futás   | Futás | Futás | Összesen    | Összesen |
| Versenyző                     | Versenyszám | Idő      | Pont     | Hely.    | Eredmény | Pont  | Hely. | Pontszám | Pont     | Hely.    | Idő    | Pont  | Hely. | Idő     | Pont  | Hely. | Összes pont | Helyezés |
| ----------------------------- | ----------- | -------- | -------- | -------- | -------- | ----- | ----- | -------- | -------- | -------- | ------ | ----- | ----- | ------- | ----- | ----- | ----------- | -------- |
| Cshö Güszung (Choi Gwi-seung) | Egyéni      | 2:50,4   | 950      | 35.      | 10–26    | 388   | 35.   | 177      | 640      | 34.      | 5:16,9 | 620   | 37.   | 19:23,6 | 211   | 37.   | 2809        | 37.      |

## Röplabda

### Férfi
| Dél-koreai férfi röplabdacsapat-játékoskeret | Dél-koreai férfi röplabdacsapat-játékoskeret |
| --- | --- |
| - Im Theho (Im Tae-ho) - Cson Szonhong (Jeong Seon-hong) - Kim Gvangszu (Kim Gwang-su) - Kim Inszu (Kim In-su) - Kim Dzsinhi (Kim Jin-hui) - Kim Szonggil (Kim Seong-gil) | - Kim Jongdzsun (Kim Yeong-jun) - I Gjuszo (Lee Gyu-So) - O Phjonggil (O Pyeong-gil) - Pak Szogvang (Park Seo-gwang) - Szo Banszok (Seo Ban-seok) - Szon Jongvan (Son Yeong-wan) |

#### Eredmények
Csoportkör
| 1964. október 13. 19:15 | Japán (JPN)         | 3 – 0 | Dél-Korea (KOR) |  |
| 1964. október 13. 19:15 | (17–15, 15–8, 15–3) |       |                 |  |

| 1964. október 14. 17:15 | Egyesült Államok (USA)            | 3 – 2 | Dél-Korea (KOR) |  |
| 1964. október 14. 17:15 | (16–14, 4–15, 4–15, 15–10, 15–11) |       |                 |  |

| 1964. október 15. 17:15 | Dél-Korea (KOR)    | 0 – 3 | Szovjetunió (URS) |  |
| 1964. október 15. 17:15 | (7–15, 5–15, 6–15) |       |                   |  |

| 1964. október 17. 15:15 | Dél-Korea (KOR)             | 1 – 3 | Brazília (BRA) |  |
| 1964. október 17. 15:15 | (12–15, 8–15, 16–14, 14–16) |       |                |  |

| 1964. október 18. 0:00 | Románia (ROU)                   | 3 – 2 | Dél-Korea (KOR) |  |
| 1964. október 18. 0:00 | (15–9, 14–16, 8–15, 15–9, 15–9) |       |                 |  |

| 1964. október 19. 13:15 | Dél-Korea (KOR)            | 1 – 3 | Hollandia (NED) |  |
| 1964. október 19. 13:15 | (15–13, 7–15, 14–16, 8–15) |       |                 |  |

| 1964. október 21. 17:15 | Bulgária (BUL)             | 3 – 1 | Dél-Korea (KOR) |  |
| 1964. október 21. 17:15 | (15–4, 12–15, 15–11, 15–9) |       |                 |  |

| 1964. október 22. 11:15 | Magyarország (HUN)               | 3 – 2 | Dél-Korea (KOR) |  |
| 1964. október 22. 11:15 | (17–15, 6–15, 13–15, 15–8, 15–6) |       |                 |  |

| 1964. október 23. 13:15 | Csehszlovákia (TCH) | 3 – 0 | Dél-Korea (KOR) |  |
| 1964. október 23. 13:15 | (15–1, 15–7, 15–9)  |       |                 |  |

|          |                        |      | Mérkőzések | Mérkőzések | Szettek | Szettek | Szettek | Pontok | Pontok | Pontok |
| Helyezés | Csapat                 | Pont | Gy         | V          | Sz+     | Sz–     | SzA     | P+     | P–     | PA     |
| -------- | ---------------------- | ---- | ---------- | ---------- | ------- | ------- | ------- | ------ | ------ | ------ |
| Arany    | Szovjetunió (URS)      | 17   | 8          | 1          | 25      | 5       | 5,000   | 415    | 279    | 1,487  |
| Ezüst    | Csehszlovákia (TCH)    | 17   | 8          | 1          | 26      | 10      | 2,600   | 486    | 399    | 1,218  |
| Bronz    | Japán (JPN)            | 16   | 7          | 2          | 22      | 12      | 1,833   | 475    | 372    | 1,277  |
| 4.       | Románia (ROU)          | 15   | 6          | 3          | 19      | 15      | 1,267   | 432    | 394    | 1,096  |
| 5.       | Bulgária (BUL)         | 14   | 5          | 4          | 20      | 16      | 1,250   | 464    | 429    | 1,082  |
| 6.       | Magyarország (HUN)     | 13   | 4          | 5          | 18      | 18      | 1,000   | 449    | 466    | 0,964  |
| 7.       | Brazília (BRA)         | 12   | 3          | 6          | 13      | 23      | 0,565   | 410    | 474    | 0,865  |
| 8.       | Hollandia (NED)        | 11   | 2          | 7          | 11      | 24      | 0,458   | 378    | 482    | 0,784  |
| 9.       | Egyesült Államok (USA) | 11   | 2          | 7          | 10      | 23      | 0,435   | 360    | 450    | 0,800  |
| 10.      | Dél-Korea (KOR)        | 9    | 0          | 9          | 9       | 27      | 0,333   | 376    | 500    | 0,752  |

| Csapat          | Helyezés |
| --------------- | -------- |
| Dél-Korea (KOR) | 10.      |

### Női
| Dél-koreai női röplabdacsapat-játékoskeret | Dél-koreai női röplabdacsapat-játékoskeret |
| --- | --- |
| - Cshö Donhi (Choi Don-hui) - Kvak Jongdzsa (Gwag Yong-ja) - Hong Namszon (Hong Nam-seon) - Csong Dzsongun (Jeong Jeong-eun) - Kim Gildzsa (Kim Gil-ja) - I Gunszu (Lee Geun-su) | - Mun Gjongszuk (Mun Gyeong-suk) - O Cshongdzsa (O Cheong-ja) - O Szunok (O Sun-ok) - Szo Cshungang (Seo Chun-gang) - Ju Cshundzsa (Yu Chun-ja) - Jun Dzsongszuk (Yun Jeong-suk) |

#### Eredmények
Csoportkör
| 1964. október 12. 15:15 | Dél-Korea (KOR)    | 0 – 3 | Szovjetunió (URS) |  |
| 1964. október 12. 15:15 | (0–15, 6–15, 0–15) |       |                   |  |

| 1964. október 13. 15:15 | Dél-Korea (KOR)     | 0 – 3 | Lengyelország (POL) |  |
| 1964. október 13. 15:15 | (5–15, 5–15, 11–15) |       |                     |  |

| 1964. október 14. 20:30 | Dél-Korea (KOR)    | 0 – 3 | Japán (JPN) |  |
| 1964. október 14. 20:30 | (3–15, 2–15, 4–15) |       |             |  |

| 1964. október 19. 17:15 | Románia (ROU)       | 3 – 0 | Dél-Korea (KOR) |  |
| 1964. október 19. 17:15 | (15–10, 15–9, 15–6) |       |                 |  |

| 1964. október 21. 11:15 | Dél-Korea (KOR)      | 0 – 3 | Egyesült Államok (USA) |  |
| 1964. október 21. 11:15 | (7–15, 13–15, 13–15) |       |                        |  |

|          |                        |      | Mérkőzések | Mérkőzések | Szettek | Szettek | Szettek | Pontok | Pontok | Pontok |
| Helyezés | Csapat                 | Pont | Gy         | V          | Sz+     | Sz–     | SzA     | P+     | P–     | PA     |
| -------- | ---------------------- | ---- | ---------- | ---------- | ------- | ------- | ------- | ------ | ------ | ------ |
| Arany    | Japán (JPN)            | 10   | 5          | 0          | 15      | 1       | 15,000  | 238    | 93     | 2,559  |
| Ezüst    | Szovjetunió (URS)      | 9    | 4          | 1          | 12      | 3       | 4,000   | 212    | 97     | 2,186  |
| Bronz    | Lengyelország (POL)    | 8    | 3          | 2          | 10      | 6       | 1,667   | 180    | 162    | 1,111  |
| 4.       | Románia (ROU)          | 7    | 2          | 3          | 6       | 9       | 0,667   | 140    | 172    | 0,814  |
| 5.       | Egyesült Államok (USA) | 6    | 1          | 4          | 3       | 12      | 0,250   | 98     | 213    | 0,460  |
| 6.       | Dél-Korea (KOR)        | 5    | 0          | 5          | 0       | 15      | 0,000   | 94     | 225    | 0,418  |

| Csapat          | Helyezés |
| --------------- | -------- |
| Dél-Korea (KOR) | 6.       |

## Sportlövészet
Férfi
| Versenyző                     | Versenyszám                    | Pont | Helyezés |
| ----------------------------- | ------------------------------ | ---- | -------- |
| I Dzsonghjon (Lee Jong-hyeon) | Gyorstüzelő pisztoly           | 565  | 39.      |
| Pak Namgju (Park Nam-gyu)     | Gyorstüzelő pisztoly           | 552  | 46.      |
| Szo Ganguk (Seo Gang-uk)      | Szabadpisztoly                 | 527  | 32.      |
| An Dzseszong (An Jae-song)    | Szabadpisztoly                 | 548  | 9.       |
| Cshu Hvail (Chu Hwa-il)       | Sportpuska, fekvő              | 586  | 40.      |
| Ho Ukpong (Heo Uk-bong)       | Sportpuska, fekvő              | 574  | 65.      |
| Ho Ukpong (Heo Uk-bong)       | Sportpuska, összetett          | 1103 | 37.      |
| Sin Hjondzsu (Sin Hyeon-ju)   | Sportpuska, összetett          | 1097 | 41.      |
| Sin Hjondzsu (Sin Hyeon-ju)   | Szabadpuska, összetett (300 m) | 1086 | 22.      |
| Nam Szangvan (Nam Sang-wan)   | Szabadpuska, összetett (300 m) | 1091 | 21.      |
| An Dzsonggun (An Jeong-geun)  | Trap                           | 186  | 23.      |
| Pak Szamgju (Park Sam-gyu)    | Trap                           | 181  | 35.      |

## Súlyemelés
| Versenyző                     | Versenyszám | Nyomás   | Nyomás   | Szakítás | Szakítás | Lökés                    | Lökés                    | Összesen | Helyezés |
| Versenyző                     | Versenyszám | Eredmény | Helyezés | Eredmény | Helyezés | Eredmény                 | Helyezés                 | Összesen | Helyezés |
| ----------------------------- | ----------- | -------- | -------- | -------- | -------- | ------------------------ | ------------------------ | -------- | -------- |
| Ju Inho (Yu In-ho)            | 56 kg       | 97,5     | 13.      | 100,0    | 8.       | 137,5                    | 2.                       | 335,0    | 7.       |
| Jang Musin (Yang Mu-sin)      | 56 kg       | 97,5     | 13.      | 107,5    | 2.       | 135,0                    | 5.                       | 340,0    | 5.       |
| Kim Henam (Kim Hae-nam)       | 60 kg       | 115,0    | 4.       | 112,5    | 4.       | 140,0                    | 5.                       | 367,5    | 6.       |
| Ho Cshangbom (Heo Chang-beom) | 75 kg       | 130,0    | 5.       | 125,0    | 8.       | érvényes kísérlet nélkül | érvényes kísérlet nélkül | kiesett  | kiesett  |
| I Dzsongszop (Lee Jong-seop)  | 75 kg       | 130,0    | 5.       | 127,5    | 6.       | 175,0                    | 2.                       | 432,2    | 4.       |
| I Hjongu (Lee Hyeong-u)       | 82,5 kg     | 145,0    | 6.       | 132,5    | 8.       | 175,0                    | 5.                       | 452,5    | 6.       |
| Hvang Hodong (Hwang Ho-dong)  | +90 kg      | 162,5    | 8.       | 135,0    | 10.      | 185,0                    | 8.                       | 482,5    | 8.       |

## Torna
Férfi
| Versenyző | Versenyszám      | Selejtező | Selejtező | Döntő    | Döntő    |
| Versenyző | Versenyszám      | Pontszám  | Helyezés  | Pontszám | Helyezés |
| --- | ---------------- | --------- | --------- | -------- | -------- |
| Kim Cshungthe (Kim Chung-tae) | Talaj            | 18,10     | 69.       | kiesett  | kiesett  |
| Kim Cshungthe (Kim Chung-tae) | Ugrás            | 18,50     | 90.       | kiesett  | kiesett  |
| Kim Cshungthe (Kim Chung-tae) | Korlát           | 18,95     | 25.       | kiesett  | kiesett  |
| Kim Cshungthe (Kim Chung-tae) | Nyújtó           | 18,30     | 60.       | kiesett  | kiesett  |
| Kim Cshungthe (Kim Chung-tae) | Gyűrű            | 17,55     | 80.       | kiesett  | kiesett  |
| Kim Cshungthe (Kim Chung-tae) | Lólengés         | 18,80     | 11.       | kiesett  | kiesett  |
| Kim Cshungthe (Kim Chung-tae) | Egyéni összetett |           |           | 110,20   | 53.      |
| Kim Gvangdok (Kim Gwang-deok) | Talaj            | 18,25     | 61.       | kiesett  | kiesett  |
| Kim Gvangdok (Kim Gwang-deok) | Ugrás            | 18,25     | 106.      | kiesett  | kiesett  |
| Kim Gvangdok (Kim Gwang-deok) | Korlát           | 18,80     | 30.       | kiesett  | kiesett  |
| Kim Gvangdok (Kim Gwang-deok) | Nyújtó           | 18,60     | 42.       | kiesett  | kiesett  |
| Kim Gvangdok (Kim Gwang-deok) | Gyűrű            | 18,05     | 57.       | kiesett  | kiesett  |
| Kim Gvangdok (Kim Gwang-deok) | Lólengés         | 17,85     | 78.       | kiesett  | kiesett  |
| Kim Gvangdok (Kim Gwang-deok) | Egyéni összetett |           |           | 109,80   | 60.      |
| I Gvangdzse (Lee Gwang-jae) | Talaj            | 18,35     | 54.       | kiesett  | kiesett  |
| I Gvangdzse (Lee Gwang-jae) | Ugrás            | 18,70     | 69.       | kiesett  | kiesett  |
| I Gvangdzse (Lee Gwang-jae) | Korlát           | 17,70     | 98.       | kiesett  | kiesett  |
| I Gvangdzse (Lee Gwang-jae) | Nyújtó           | 18,50     | 47.       | kiesett  | kiesett  |
| I Gvangdzse (Lee Gwang-jae) | Gyűrű            | 17,10     | 94.       | kiesett  | kiesett  |
| I Gvangdzse (Lee Gwang-jae) | Lólengés         | 17,75     | 82.       | kiesett  | kiesett  |
| I Gvangdzse (Lee Gwang-jae) | Egyéni összetett |           |           | 108,10   | 81.      |
| Szo Dzsegju (Seo Jae-gyu) | Talaj            | 18,35     | 54.       | kiesett  | kiesett  |
| Szo Dzsegju (Seo Jae-gyu) | Ugrás            | 18,45     | 95.       | kiesett  | kiesett  |
| Szo Dzsegju (Seo Jae-gyu) | Korlát           | 16,55     | 120.      | kiesett  | kiesett  |
| Szo Dzsegju (Seo Jae-gyu) | Nyújtó           | 18,45     | 50.       | kiesett  | kiesett  |
| Szo Dzsegju (Seo Jae-gyu) | Gyűrű            | 17,70     | 77.       | kiesett  | kiesett  |
| Szo Dzsegju (Seo Jae-gyu) | Lólengés         | 18,35     | 44.       | kiesett  | kiesett  |
| Szo Dzsegju (Seo Jae-gyu) | Egyéni összetett |           |           | 107,85   | 84.      |
| Csong Nigvang (Jeong Ri-gwang) | Talaj            | 18,20     | 65.       | kiesett  | kiesett  |
| Csong Nigvang (Jeong Ri-gwang) | Ugrás            | 18,25     | 106.      | kiesett  | kiesett  |
| Csong Nigvang (Jeong Ri-gwang) | Korlát           | 18,70     | 41.       | kiesett  | kiesett  |
| Csong Nigvang (Jeong Ri-gwang) | Nyújtó           | 18,85     | 26.       | kiesett  | kiesett  |
| Csong Nigvang (Jeong Ri-gwang) | Gyűrű            | 17,75     | 74.       | kiesett  | kiesett  |
| Csong Nigvang (Jeong Ri-gwang) | Lólengés         | 17,25     | 92.       | kiesett  | kiesett  |
| Csong Nigvang (Jeong Ri-gwang) | Egyéni összetett |           |           | 109,00   | 70.      |
| Kang Szuil (Gang Su-il) | Talaj            | 18,35     | 54.       | kiesett  | kiesett  |
| Kang Szuil (Gang Su-il) | Ugrás            | 18,65     | 77.       | kiesett  | kiesett  |
| Kang Szuil (Gang Su-il) | Korlát           | 16,85     | 116.      | kiesett  | kiesett  |
| Kang Szuil (Gang Su-il) | Nyújtó           | 17,45     | 89.       | kiesett  | kiesett  |
| Kang Szuil (Gang Su-il) | Gyűrű            | 18,25     | 49.       | kiesett  | kiesett  |
| Kang Szuil (Gang Su-il) | Lólengés         | 15,40     | 110.      | kiesett  | kiesett  |
| Kang Szuil (Gang Su-il) | Egyéni összetett |           |           | 104,95   | 95.      |
| Kim Cshungthe (Kim Chung-tae) Kim Gvangdok (Kim Gwang-deok) I Gvangdzse (Lee Gwang-jae) Szo Dzsegju (Seo Jae-gyu) Csong Nigvang (Jeong Ri-gwang) Kang Szuil (Gang Su-il) | Csapat összetett |           |           | 549,50   | 13.      |

Női
| Versenyző                       | Versenyszám      | Selejtező | Selejtező | Döntő    | Döntő    |
| Versenyző                       | Versenyszám      | Pontszám  | Helyezés  | Pontszám | Helyezés |
| ------------------------------- | ---------------- | --------- | --------- | -------- | -------- |
| Csong Bongszun (Jeong Bong-sun) | Talaj            | 17,600    | 71.       | kiesett  | kiesett  |
| Csong Bongszun (Jeong Bong-sun) | Ugrás            | 18,499    | 44.       | kiesett  | kiesett  |
| Csong Bongszun (Jeong Bong-sun) | Felemás korlát   | 18,132    | 50.       | kiesett  | kiesett  |
| Csong Bongszun (Jeong Bong-sun) | Gerenda          | 14,800    | 82.       | kiesett  | kiesett  |
| Csong Bongszun (Jeong Bong-sun) | Egyéni összetett |           |           | 69,031   | 73.      |
| I Dokpun (Lee Deok-bun)         | Talaj            | 17,566    | 72.       | kiesett  | kiesett  |
| I Dokpun (Lee Deok-bun)         | Ugrás            | 17,966    | 67.       | kiesett  | kiesett  |
| I Dokpun (Lee Deok-bun)         | Felemás korlát   | 17,600    | 71.       | kiesett  | kiesett  |
| I Dokpun (Lee Deok-bun)         | Gerenda          | 18,066    | 59.       | kiesett  | kiesett  |
| I Dokpun (Lee Deok-bun)         | Egyéni összetett |           |           | 70,198   | 65.      |
| Cshö Jongszuk (Choi Yeong-suk)  | Talaj            | 17,632    | 69.       | kiesett  | kiesett  |
| Cshö Jongszuk (Choi Yeong-suk)  | Ugrás            | 18,433    | 47.       | kiesett  | kiesett  |
| Cshö Jongszuk (Choi Yeong-suk)  | Felemás korlát   | 18,033    | 54.       | kiesett  | kiesett  |
| Cshö Jongszuk (Choi Yeong-suk)  | Gerenda          | 17,966    | 65.       | kiesett  | kiesett  |
| Cshö Jongszuk (Choi Yeong-suk)  | Egyéni összetett |           |           | 72,064   | 58.*     |

* - egy másik versenyzővel azonos eredményt ért el

## Úszás
Férfi
| Versenyző                     | Versenyszám | Előfutam | Előfutam | Előfutam | Elődöntő | Elődöntő | Elődöntő | Döntő   | Döntő    |
| Versenyző                     | Versenyszám | Idő      | Hely.    | Össz.    | Idő      | Hely.    | Össz.    | Idő     | Helyezés |
| ----------------------------- | ----------- | -------- | -------- | -------- | -------- | -------- | -------- | ------- | -------- |
| Kim Bongdzso (Kim Bong-jo)    | 100 m gyors | 1:01,2   | 7.       | 64.      | kiesett  | kiesett  | kiesett  | kiesett | kiesett  |
| Kim Bongdzso (Kim Bong-jo)    | 400 m gyors | 4:55,8   | 7.       | 47.      |          |          |          | kiesett | kiesett  |
| Csin Dzsangnim (Jin Jang-rim) | 200 m mell  | 2:48,6   | 5.       | 29.      | kiesett  | kiesett  | kiesett  | kiesett | kiesett  |

Női
| Versenyző               | Versenyszám | Előfutam | Előfutam | Előfutam | Elődöntő | Elődöntő | Elődöntő | Döntő   | Döntő    |
| Versenyző               | Versenyszám | Idő      | Hely.    | Össz.    | Idő      | Hely.    | Össz.    | Idő     | Helyezés |
| ----------------------- | ----------- | -------- | -------- | -------- | -------- | -------- | -------- | ------- | -------- |
| Im Gumdzsa (Im Geum-ja) | 100 m gyors | 1:16,1   | 7.       | 44.      | kiesett  | kiesett  | kiesett  | kiesett | kiesett  |
| Im Gumdzsa (Im Geum-ja) | 400 m gyors | 5:38,7   | 6.       | 30.      |          |          |          | kiesett | kiesett  |
| Cson Okcsa (Jeon Ok-ja) | 100 m hát   | 1:21,7   | 8.       | 31.      |          |          |          | kiesett | kiesett  |

## Vívás
Férfi
| Versenyző                                                                                         | Versenyszám       | Csoportkör | Csoportkör | Csoportkör | Csoportkör | Elődöntő          | Elődöntő          | Elődöntő          | Döntő             | Helyezés    |
| Versenyző                                                                                         | Versenyszám       | 1. kör | 1. kör     | 2. kör | 2. kör     | 3. kör            | 4. kör            | 5. kör            | Döntő             | Helyezés    |
| Versenyző                                                                                         | Versenyszám       | Ellenfél Eredmény | Hely.      | Ellenfél Eredmény | Hely.      | Ellenfél Eredmény | Ellenfél Eredmény | Ellenfél Eredmény | Ellenfél Eredmény | Helyezés    |
| ------------------------------------------------------------------------------------------------- | ----------------- | --- | ---------- | --- | ---------- | ----------------- | ----------------- | ----------------- | ----------------- | ----------- |
| Sin Duho (Sin Du-ho)                                                                              | Tőr, egyéni       | C. csoport · Mano Kazuo (JPN) · 1-5 · Egon Franke (POL) · 0-5 · Gyuricza József (HUN) · 4-5 · Allan Jay (GBR) · 1-5 · Jesús Taboada (ARG) · 5-3 | 5.         | kiesett | kiesett    | kiesett           | kiesett           | kiesett           | kiesett           | helyezetlen |
| Han Mjongszok (Han Myeong-seok)                                                                   | Tőr, egyéni       | A. csoport · German Szvesnyikov (URS) · 1-5 · Jean-Claude Magnan (FRA) · 0-5 · Herbert Cohen (USA) · 2-5 · Mohamed Gamil El-Kalyoubi (RAU) · 0-5 · David McKenzie (AUS) · 0-5                                                                            | 6.         | kiesett | kiesett    | kiesett           | kiesett           | kiesett           | kiesett           | helyezetlen |
| Kim Mansik (Kim Man-sig)                                                                          | Tőr, egyéni       | I. csoport · Tănase Mureșanu (ROU) · 0-5 · Albert Axelrod (USA) · 2-5 · Viktor Zsdanovics (URS) · 4-5 · Dieter Schmitt (EUA) · 5-2 · Adolfo Bisellach (ARG) · 4-5                                                                                        | 5.         | kiesett | kiesett    | kiesett           | kiesett           | kiesett           | kiesett           | helyezetlen |
| Kim Mansik (Kim Man-sig)                                                                          | Párbajtőr, egyéni | A. csoport · Hans Lagerwall (SWE) · 1-5 · Bruno Habārovs (URS) · 1-5 · Roland Losert (AUT) · 2-5 · Claudio Polledri (SUI) · 0-5 · John Humphreys (AUS) · 2-5 · Zelmar Casco (ARG) · 1-5 · Ronnie Theseira (MAS) · 5-3                                    | 7.         | kiesett | kiesett    | kiesett           | kiesett           | kiesett           | kiesett           | helyezetlen |
| Sin Duho                                                                                          | Párbajtőr, egyéni | H. csoport · Bill Hoskyns (GBR) · 0-5 · Nemere Zoltán (HUN) · 2-5 · Paul Pesthy (USA) · 2-5 · Wiesław Glos (POL) · 5-3 · Araki Tosiaki (JPN) · 5-3 · Aquiles Gloffka (CHI) · 5-2 · Jesús Taboada (ARG) · 5-3                                             | 4.         | C. csoport · Gianluigi Saccaro (ITA) · 3-5 · Jacques Guittet (FRA) · 0-5 · Michel Steininger (SUI) · 2-5 · Paul Gnaier (EUA) · 0-5 · Marcus Leyrer (AUT) · 0-5 · Peter Jacobs (GBR) · 5-3 | 7.         | kiesett           | kiesett           | kiesett           | kiesett           | helyezetlen |
| Han Mjongszok (Han Myeong-seok)                                                                   | Párbajtőr, egyéni | E. csoport · Claude Bourquard (FRA) · 3-5 · Alberto Pellegrino (ITA) · 0-5 · Walter Bar (SUI) · 3-5 · Göran Abrahamsson (SWE) · 2-5 · Dietrich Hecke (EUA) · 5-4 · Sergio Vergara (CHI) · 5-4 · Dibier Tamayo (COL) · 5-3 · Houshmand Almasi (IRI) · 4-5 | 6.         | kiesett | kiesett    | kiesett           | kiesett           | kiesett           | kiesett           | helyezetlen |
| Kim Cshanghvan (Kim Chang-hwan) Sin Duho Kim Mansik (Kim Man-Sig) Han Mjongszok (Han Myeong-Seok) | Tőr, csapat       | C. csoport · Japán (JPN) · 0-11 · Magyarország (HUN) · 3-13 | 4.         | |            |                   | kiesett           | kiesett           | kiesett           | helyezetlen |
| Kim Cshanghvan (Kim Chang-hwan) Sin Duho Kim Mansik (Kim Man-Sig) Han Mjongszok (Han Myeong-Seok) | Párbajtőr, csapat | E. csoport · Lengyelország (POL) · 2-14 · Franciaország (FRA) · 0-9 | 3.         | |            | kiesett           | kiesett           | kiesett           | kiesett           | helyezetlen |

Női
| Versenyző                     | Versenyszám | Csoportkör | Csoportkör | Csoportkör        | Csoportkör | Elődöntő          | Elődöntő          | Döntő             | Helyezés    |
| Versenyző                     | Versenyszám | 1. kör | 1. kör     | 2. kör            | 2. kör     | 3. kör            | 4. kör            | Döntő             | Helyezés    |
| Versenyző                     | Versenyszám | Ellenfél Eredmény | Hely.      | Ellenfél Eredmény | Hely.      | Ellenfél Eredmény | Ellenfél Eredmény | Ellenfél Eredmény | Helyezés    |
| ----------------------------- | ----------- | --- | ---------- | ----------------- | ---------- | ----------------- | ----------------- | ----------------- | ----------- |
| Sin Gvangszuk (Sin Gwang-suk) | Tőr, egyéni | A. csoport · Harriet King (USA) · 0-4 · Rejtő Ildikó (HUN) · 2-4 · Helga Mees (EUA) · 3-4 · Cathérine Rousselet-Ceretti (FRA) · 4-4 · Christina Wahlberg (SWE) · 1-4 · Jan Redman (AUS) · 4-3 | 7.         | kiesett           | kiesett    | kiesett           | kiesett           | kiesett           | helyezetlen |